# Pierre-Étienne Massé
Pierre-Étienne Massé (Greenfield Park, 5 avril 1979 – ) est un artiste visuel québécois.            
Une forte émotivité cohabitant avec une apparente visée d'engagement social et environnemental émane de la démarche de l'artiste. En 2012 son travail prend une tangente conceptuelle et s'organise autour de l'éclatement de la peinture animalière. Il en générera une exposition itinérante intitulée Tout cela n'est que cela! à travers laquelle Massé propose des peintures grand format et des installations dans lesquelles sont intégrées des empreintes d'espèces animales désignées menacées ou vulnérables du Québec.       
L'artiste archive lui-même les empreintes, la plupart du temps en collaboration avec des zoos, des centres de conservation et des laboratoires de recherche qui lui donnent accès aux espèces traitées dans son travail. Les techniques d'archivage sont diverses et faites sur mesure pour son travail. Massé travaille essentiellement avec des animaux vivants. L'une des techniques principalement utilisées est de faire marcher l'animal sur une surface malléable (argile, sable, glaise, etc.), puis de dupliquer les empreintes, à même le sol, avec des matériaux de moulage (souvent du plâtre). Les duplicatas d'empreintes sont ensuite ramenés en atelier, puis intégrés aux œuvres. Massé ouvrira graduellement le périmètre d'inclusion des espèces incluses dans son corpus pour finalement voyager et embrasser les enjeux des espèces en péril à l'échelle internationale. Son premier laboratoire d'essais fut la péninsule du Nicoya, au Costa Rica, en 2015, où les empreintes furent archivées en nature. De cette expérience, l'artiste fut en mesure d'archiver des empreintes de tortue olivâtre et de crocodile américain, qu'il put ramener au Québec, puis intégrer à son art dans ses productions subséquentes.  
Le travail de Pierre-Étienne Massé a été présenté, entre autres, lors des portes ouvertes des Red Gate Residencies (Pékin) en 2011, à la Maison de la culture de Longueuil (Longueuil) en 2014 (solo), à la Maison de la Culture Ahuntsic-Cartierville (Montréal) consécutivement en 2015 et en 2016 (solo), à la galerie Art Mûr (Montréal) en 2016, à la Maison de la culture de Pointe-aux-Trembles (Montréal) en 2017, au Centre d'exposition de Mont-Laurier (Mont-Laurier) en 2018 et à la Maison culturelle et communautaire de Montréal-Nord (Montréal) en 2019. 
En 2018, Massé réalise Promenade des célébrités, sa première œuvre d'art public. L'œuvre est produite et installée au parc de la Cité à Longueuil.